# Blastocisto

Blastocisto imediatamente antes da implantação

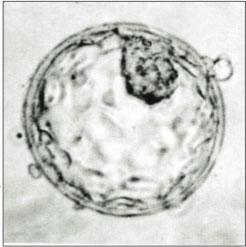
Blastocisto humano com a massa celular interna na parte superior direita

O blastocisto é uma estrutura formada nas fases iniciais do desenvolvimento dos mamíferos. É o tipo de blástula dos mamíferos. É constituído por uma massa celular interna, que mais tarde formará o embrião. A camada externa do blastocisto é constituída por um conjunto de células denominado trofoblasto. Esta camada envolve a massa celular interna e uma cavidade cheia de fluido chamada blastocele. O trofoblasto dá origem à placenta. O nome "blastocisto" provém das palavras grego βλαστός, blastos, 'rebento, rebento', e κύστις, kystis, 'bexiga, cápsula'.
Nos humanos, a formação do blastocisto começa cerca de 5 dias após a fertilização, quando uma cavidade cheia de fluido se abre na mórula (a fase embrionária inicial de uma bola sólida de 16 células).
O blastocisto tem 0,1–0,2 mm de diâmetro e contém 200 a 300 células que se dividem rapidamente (segmentação). Cerca de sete dias após a fecundação, o blastocisto sofre implantação, incorporando-se no endométrio (camada interna da parede do útero). Aí passará por sucessivos processos de desenvolvimento, como a gastrulação. A incorporação do blastocisto no endométrio exige que este abandone a zona pelúcida ("eclosão"), o que impede a adesão às trompas de Falópio enquanto o pré-embrião faz a sua viagem até ao útero.
A utilização de blastocistos na fertilização in vitro (FIV) envolve o crescimento de um óvulo fertilizado durante cinco dias antes de o implantar no útero. Este pode ser um método mais viável de tratamento de fertilidade do que a fertilização in vitro tradicional, na qual apenas um embrião de 2 ou 3 dias é implantado. A massa celular interna do blastocisto é uma fonte de células estaminais embrionárias. Os blastocistos oferecem ainda a vantagem de poderem ser utilizados para testes genéticos. O blastocisto possui muitas células, pelo que algumas células do trofectoderma podem ser removidas sem causar problemas ao blastocisto em desenvolvimento. Estas células podem ser utilizadas para verificar a existência de aneuploidias cromossómicas utilizando rastreio genético pré-implantação ou condições específicas, como fibrose quística, que é geralmente conhecida como diagnóstico genético pré-implantação.

## Ciclo de desenvolvimento
Durante a desenvolvimento embrionário humano, aproximadamente 5 ou 6 dias após a fecundação, as células da mórula começam a sofrer diferenciação celular, e a mórula transforma-se no blastocisto. No útero, a zona pelúcida que envolve o blastocisto rompe-se, permitindo que o blastocisto se implante na parede uterina aproximadamente 6 dias após a fertilização. A implantação marca o fim do estádio germinativo da embriogénese.

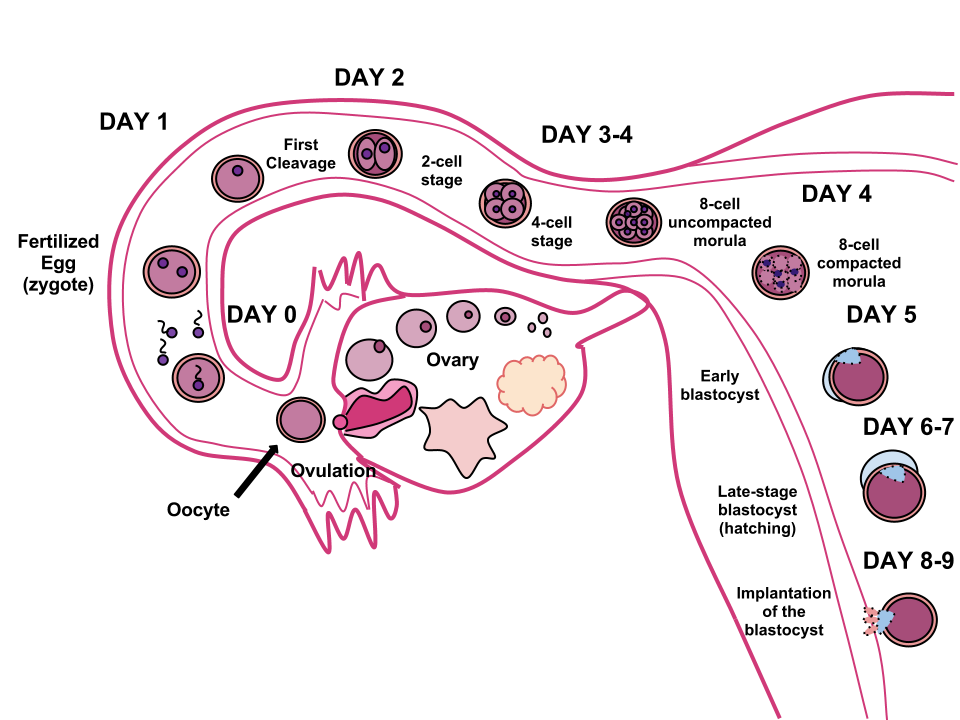
Desenvolvimento embrionário inicial, desde a ovulação até à implantação em humanos. O estádio de blastocisto estende-se do 5º ao 9º dia após a conceção

### Formação do blastocisto
O zigoto desenvolve-se por mitose e, quando atinge o estádio de 16 células, é conhecido por mórula. Até que este estádio seja atingido, todas as células (blastómeros) são autónomas e não estão determinadas a seguir nenhum destino específico. Em muitos animais, a mórula desenvolve-se por cavitação na blástula. A diferenciação celular faz com que as células da blástula dêem origem a dois tipos de células: as células do trofoblasto, que rodeiam a blastocele, e as células da massa interna (o embrioblasto). O embrião é agora chamado de blastocisto. A parte do blastocisto onde se forma a massa celular interna é designada por polo animal e o lado oposto é o polo vegetativo. A camada externa de células trofoblásticas, resultante da compactação, bombeia iões de sódio para o interior do blastocisto, o que faz com que a água entre por osmose e forme a cavidade interna cheia de fluido do blastocisto (a blastocele). A blastocele, as células trofoblásticas e as células da massa interna são componentes característicos do blastocisto.

### Implantação
A implantação é essencial para a sobrevivência e desenvolvimento do embrião humano inicial. Estabelece uma ligação entre a mãe e o embrião inicial que se irá manter durante toda a gravidez. A implantação é possível graças a alterações estruturais no blastocisto e na parede endometrial. A zona pelúcida que envolve o blastocisto rompe-se, o que por vezes se designa por eclosão. Isto remove as restrições ao tamanho físico da massa embrionária e expõe as células externas do blastocisto ao ambiente dentro do útero. Além disso, as alterações hormonais na mãe, especificamente um aumento da hormona luteinizante (LH), preparam o endométrio para receber e envolver o blastocisto. O sistema imunitário é também modulado para permitir a invasão de células embrionárias "estranhas". Uma vez fixadas à matriz extracelular do endométrio, as células trofoblásticas segregam enzimas e outros fatores para incorporar o blastocisto na parede uterina. As enzimas libertadas degradam o revestimento endometrial, enquanto os fatores de crescimento autócrino como a gonadotrofina coriónica humana (hCG) e o fator de crescimento semelhante à insulina (IGF) permitem que o blastocisto continue a invadir o endométrio.
A implantação na parede uterina permite que ocorra a etapa seguinte da embriogénese, a gastrulação, que envolve a formação da placenta a partir de células trofoblásticas e a diferenciação da massa celular interna no saco amniótico e no epiblasto.

## Estrutura
Existem dois tipos de células blastoméricas:
- A massa celular interna, também designada por embrioblasto, dá origem ao endoderma primitivo e ao embrião propriamente dito (epiblasto).
  - O endoderma primitivo desenvolve-se no saco amniótico, que forma a cavidade cheia de fluido na qual o embrião/feto se localiza durante a gravidez.[9]
  - O epiblasto dá origem a três camadas germinativas do embrião em desenvolvimento durante a gastrulação (endoderme, mesoderme e ectoderme).
- O trofoblasto é uma camada de células que forma o anel externo do blastocisto e que se combina com o endométrio materno para formar a placenta. As células trofoblásticas também segregam fatores para formar a blastocele.[10]
  - Após a implantação, o citotrofoblasto é a camada interna do trofoblasto, constituída por células estaminais, que dá origem às células que compreendem as vilosidades coriónicas, a placenta e o sinciciotrofoblasto.
  - Após a implantação, o sinciciotrofoblasto é a camada mais externa do trofoblasto. Estas células segregam enzimas proteolíticas para degradar a matriz extracelular endometrial para permitir a implantação do blastocisto na parede uterina.[11]

A cavidade cheia de fluido do blastocele contém aminoácidos, fatores de crescimento e outras moléculas necessárias para a diferenciação celular.

### Especificação Celular
A especificação da linhagem celular no blastocisto é controlada por múltiplos processos para produzir o trofoblasto, o epiblasto e o endoderma primitivo. Estes processos são expressão genética, sinalização celular, contacto célula-célula, relações posicionais e epigenética.
Uma vez formada a massa celular interna dentro do blastocisto, esta massa celular prepara-se para uma especificação adicional no epiblasto e no endoderma primitivo. Este processo de especificação é parcialmente determinado pela sinalização do fator de crescimento de fibroblastos (FGF), que gera uma via MAP quinase que altera os genomas celulares. A segregação adicional de blastómeros no trofoblasto e na massa celular interna é regulada pela proteína homeodomínio, Cdx2. Este fator de transcrição reprime a expressão dos fatores de transcrição Oct4 e Nanog no trofoblasto. Estas alterações genómicas permitem a especificação progressiva das linhagens de epiblasto e endoderme primitivo no final da fase de desenvolvimento do blastocisto, precedendo a gastrulação. Grande parte da investigação conduzida nestas fases embrionárias iniciais foi feita em embriões de ratinhos, e os fatores específicos envolvidos podem diferir entre mamíferos.
No rato, as células germinativas primordiais são especificadas a partir de células epiblásticas, um processo que é acompanhado por uma extensa reprogramação epigenética em todo o genoma. A reprogramação envolve a desmetilação do ADN global e a reorganização da cromatina, levando à totipotência celular. O processo de desmetilação em todo o genoma envolve a via de reparação por excisão de bases do ADN.
As células trofoblásticas expressam integrina na sua superfície celular, o que permite a adesão à matriz extracelular da parede uterina. Esta interação permite a implantação e desencadeia especificações adicionais em três tipos de células, preparando o blastocisto para a gastrulação.